# 流山おおたかの森駅
流山おおたかの森駅（ながれやまおおたかのもりえき）は、千葉県流山市にある、首都圏新都市鉄道（つくばエクスプレス）・東武鉄道の駅。
首都圏新都市鉄道の駅はおおたかの森西一丁目に、東武鉄道の駅はおおたかの森東一丁目に、それぞれ所在する。

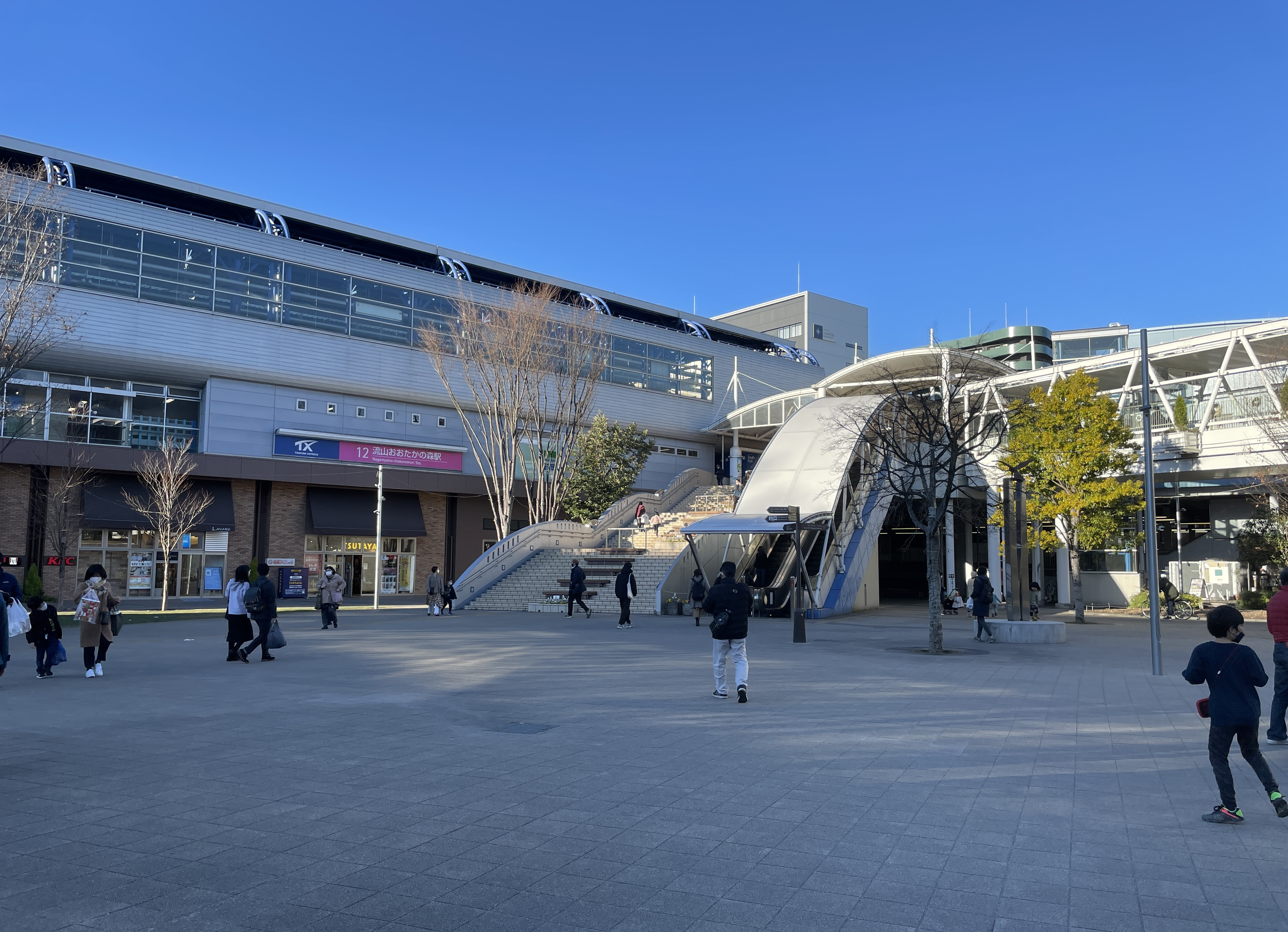
南口（2022年12月）

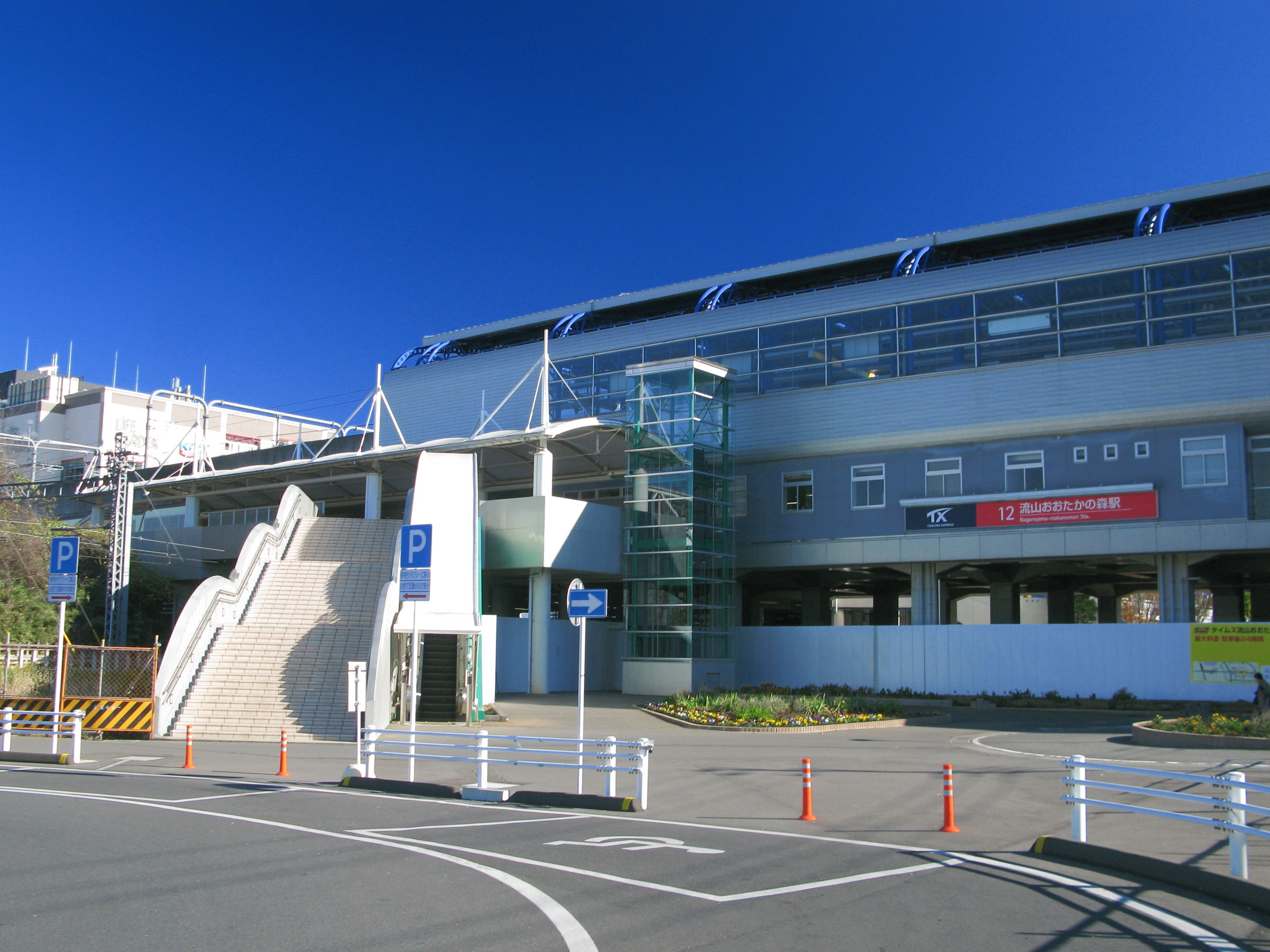
西口（2012年12月）

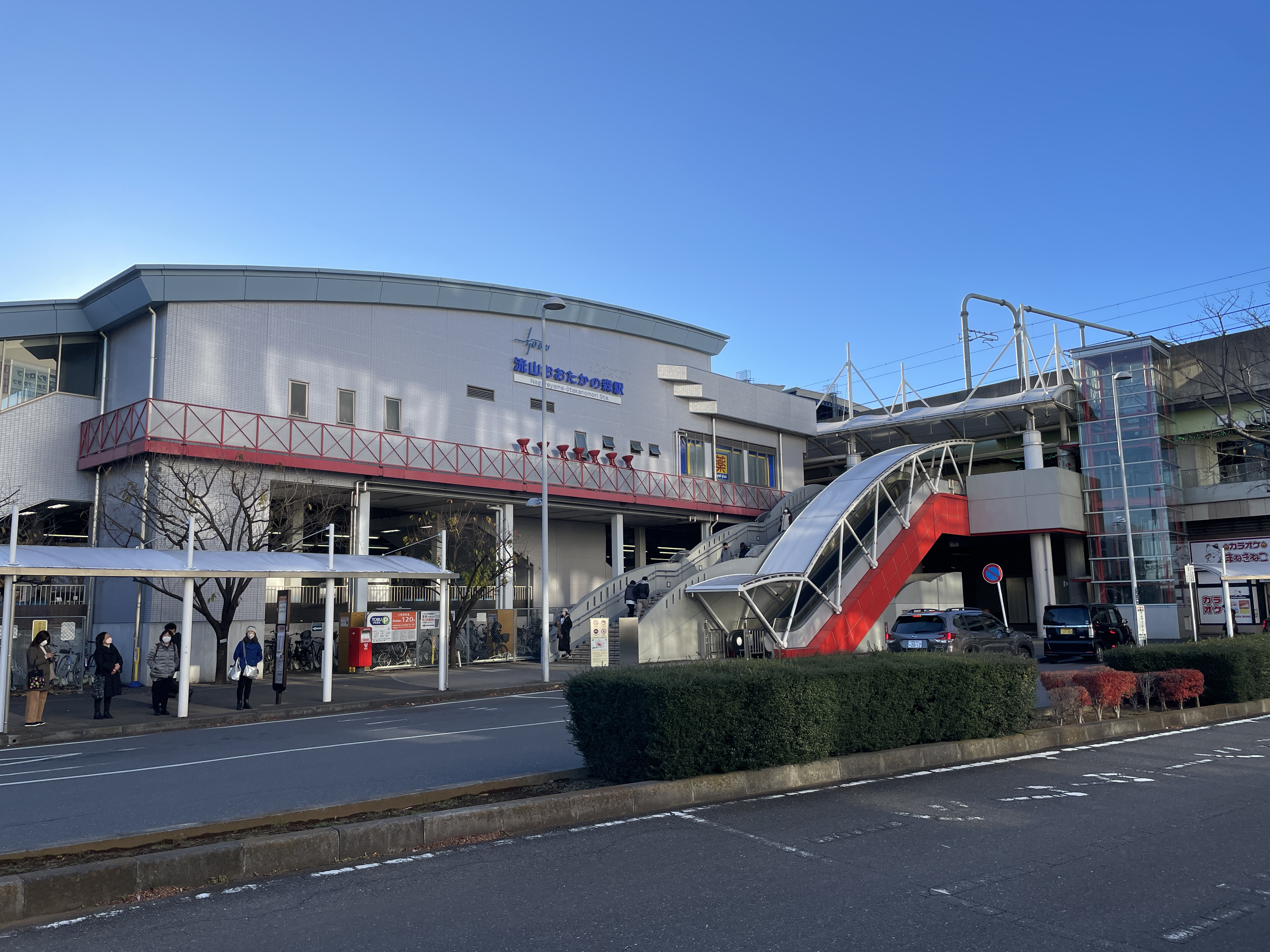
東口（2022年12月）

## 乗り入れ路線
首都圏新都市鉄道つくばエクスプレスと東武野田線（東武アーバンパークライン）が乗り入れ、接続駅となっている。
2路線ともそれぞれ駅番号を導入しており、首都圏新都市鉄道つくばエクスプレスが TX12、東武野田線が TD 22。

## 歴史

### 年表
- 2003年（平成15年）10月8日：駅名が流山おおたかの森駅と決定する[1]。
- 2004年（平成16年）7月上旬：東武野田線においても、流山新市街地駅（仮称）の建設工事に着手する[2]。
- 2005年（平成17年）8月24日：流山市西初石六丁目182-3につくばエクスプレス[3]・西初石六丁目181-3に東武野田線の駅が新設[4]。
- 2007年（平成19年）
  - 3月1日：駅西口より「流山ぐりーんバス」運行開始。
  - 3月12日：「流山おおたかの森 S・C」開業。駅からの自由連絡通路使用開始。
  - 3月18日：ICカード「PASMO」が利用可能となる[5]。
  - 11月20日：「TXグランドアベニューおおたかの森」開業。
- 2008年（平成20年）10月10日：東武野田線ホームへ発車メロディ導入。
- 2009年（平成21年）12月1日：東武鉄道の駅業務を東武ステーションサービスへ委託。
- 2018年（平成30年）11月1日：高架下商業施設「こかげテラス」オープン[6][7]。つくばエクスプレスの駅にこかげテラス改札口を開設[6][7]。
- 2019年（令和元年）5月11日：町名地番整理に伴い、駅所在地変更。つくばエクスプレスの駅がおおたかの森西一丁目1-1、東武野田線（東武アーバンパークライン）の駅がおおたかの森東一丁目1-1となる。
- 2020年（令和2年）
  - 3月14日：東武野田線ダイヤ改正に伴う全区間（大宮 - 船橋間）急行運行開始に伴い、停車駅となる[8][9]。
  - 3月16日：特急「アーバンパークライナー」一部列車停車駅となる[8]。
- 2024年（令和6年）3月15日：春日部駅の高架化工事により特急「アーバンパークライナー」が運転取りやめになる[10]。

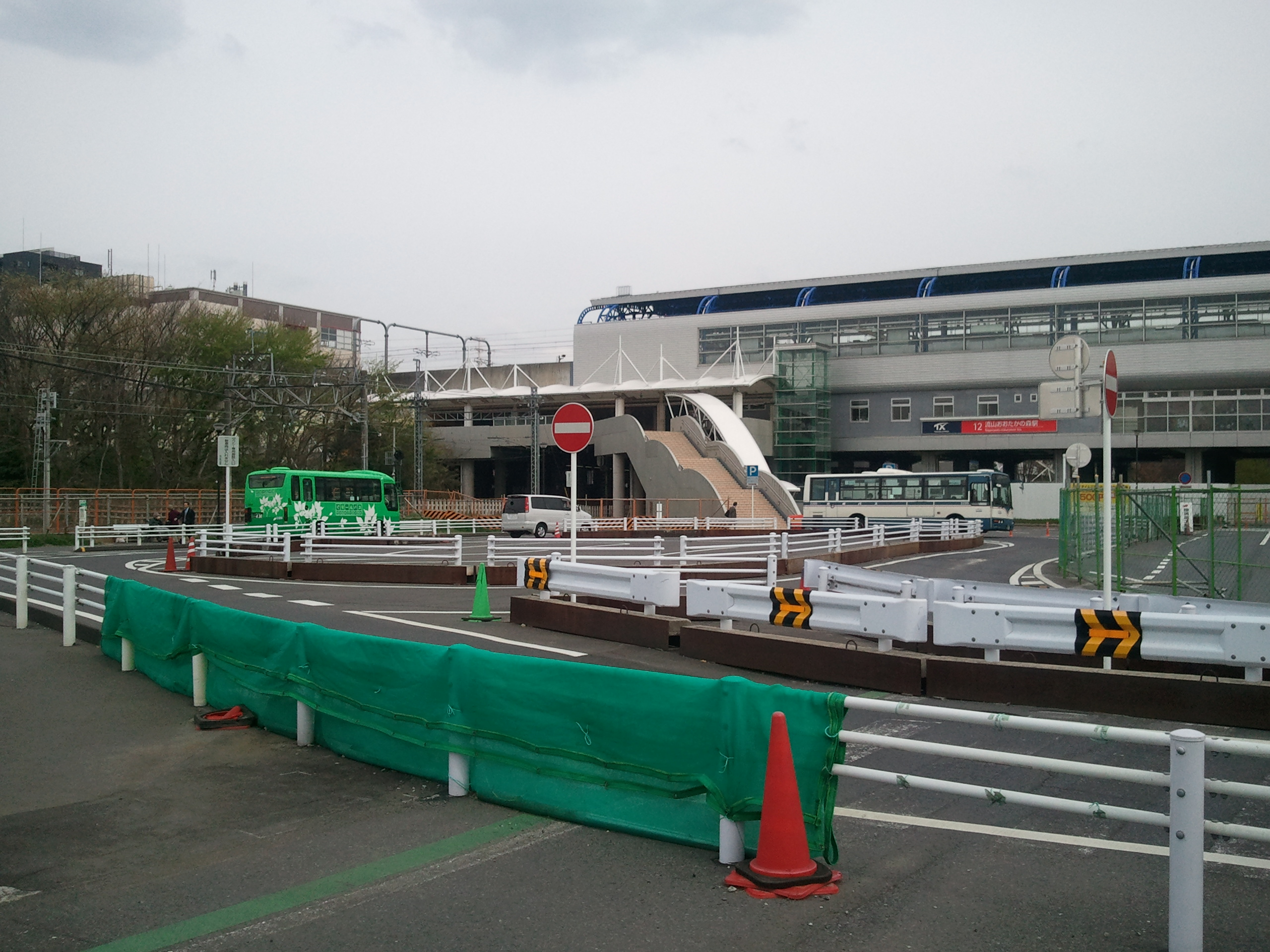
西口暫定広場（2012年4月）
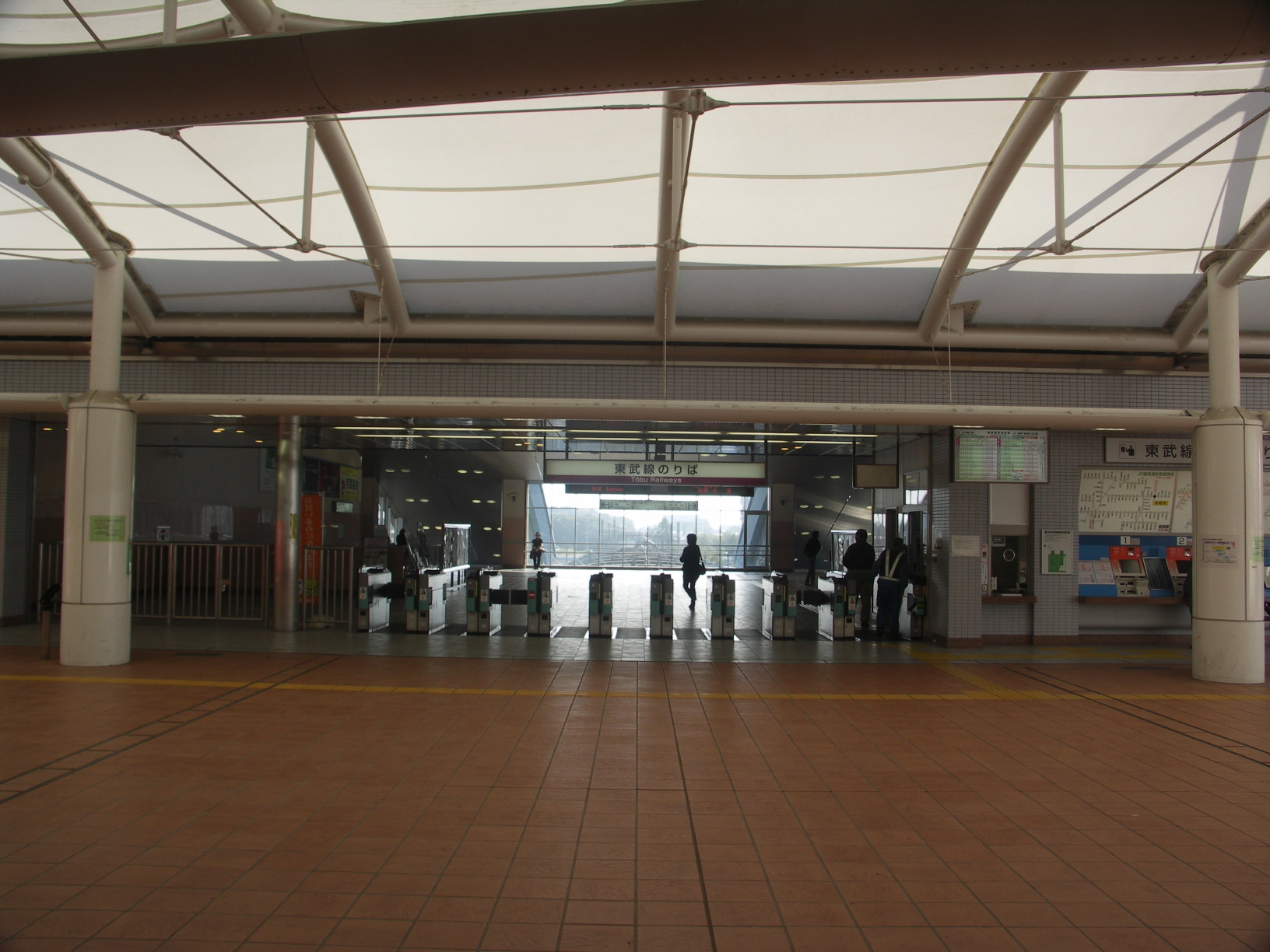
案内板更新前の東武改札口（2007年10月）

### 駅名の由来
駅近傍の「市野谷の森」に絶滅危惧種であるオオタカが生息する森が駅周辺に広がっていることと、市内に緑が多く残されていることが駅名の由来となっている。計画時の仮称は「流山新市街地」であった。つくばエクスプレス開業前に発行された路線図や道路地図では、新駅が「流山新市街地」と表記されているものがある。
2002年（平成14年）4月に流山市が行った市民アンケートを基にした公募案は「流山中央」であった。2003年に就任した市長の井崎義治の元、コピーライターに依頼した結果「流山おおたかの森」が候補として挙げられ、その後2003年8月23日に開かれた第2回つくばエクスプレス駅名選考会で、流山市は「流山おおたかの森」を市案として正式決定し、この駅名が実際に採用された。
元々「おおたかの森」という地名は存在しなかったが、地域ブランド力向上により、令和元年に駅周辺の町名がおおたかの森北・東・南・西に変更された。
大鷹が生息する森があり緑豊かなことが駅名の由来であったが、駅開業による開発と、住宅地としての人気化に伴い多くの森が伐採され、大鷹の生息地は急激に少なくなっている。

## 駅構造

### 首都圏新都市鉄道
島式ホーム2面4線を有する高架駅。

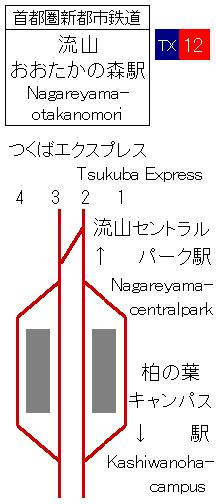
配線図

北側から1番線（下り副本線）・2番線（下り主本線）・3番線（上り主本線）・4番線（上り副本線）となっており、緩急接続が実施される場合がある。特にラッシュ時は、快速系統混雑緩和のため八潮駅では無く当駅で緩急接続する場合が多い（2022年時点のダイヤ）。全列車が停車する。

#### のりば
| 番線 | 路線               | 方向 | 行先       |
| ---- | ------------------ | ---- | ---------- |
| 1・2 | つくばエクスプレス | 下り | つくば方面 |
| 3・4 | つくばエクスプレス | 上り | 秋葉原方面 |

- 秋葉原寄りに非常用の渡り線があり、直接4番線（上り副本線）に到着出来るようになっている。

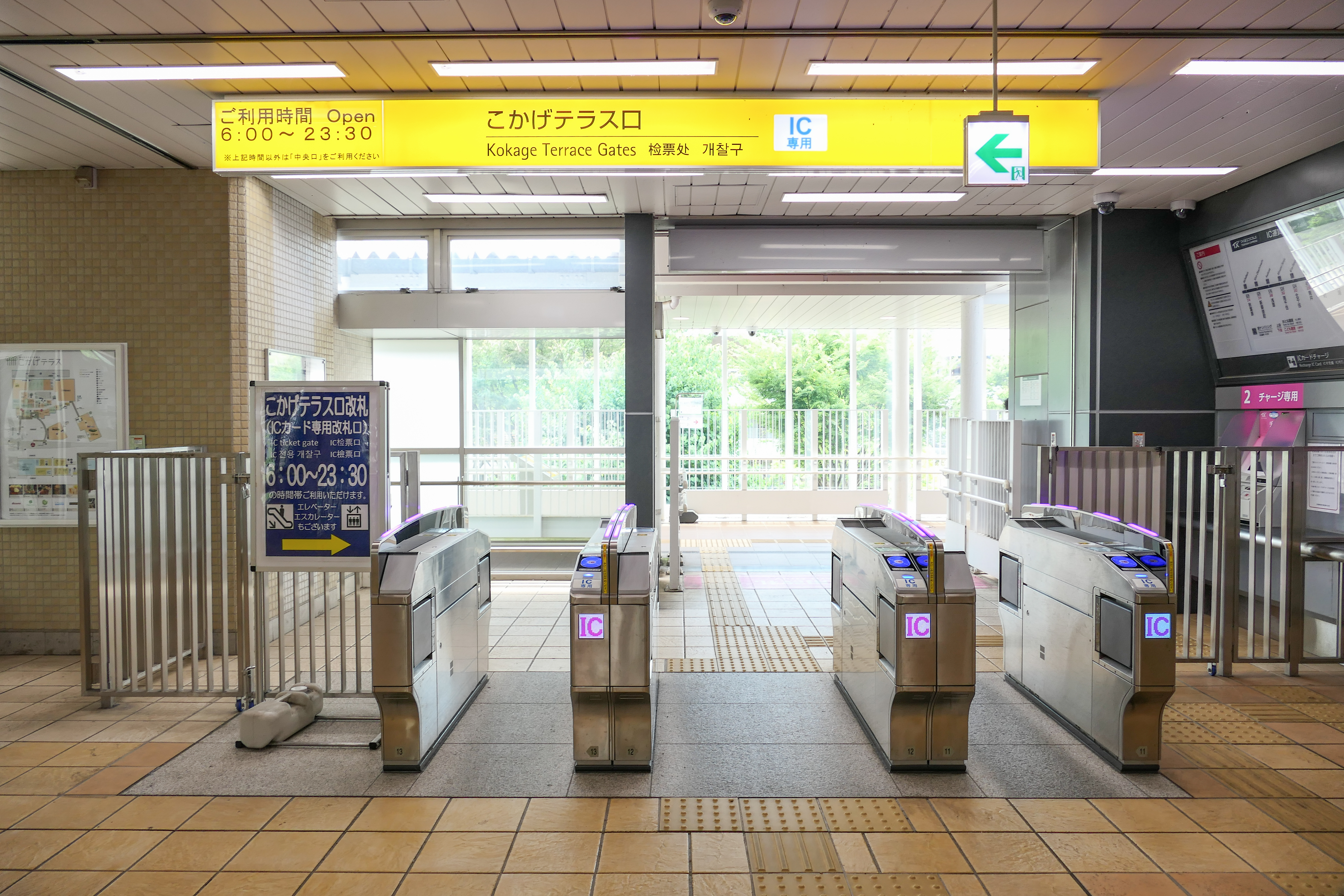
こかげテラス口（2023年7月）
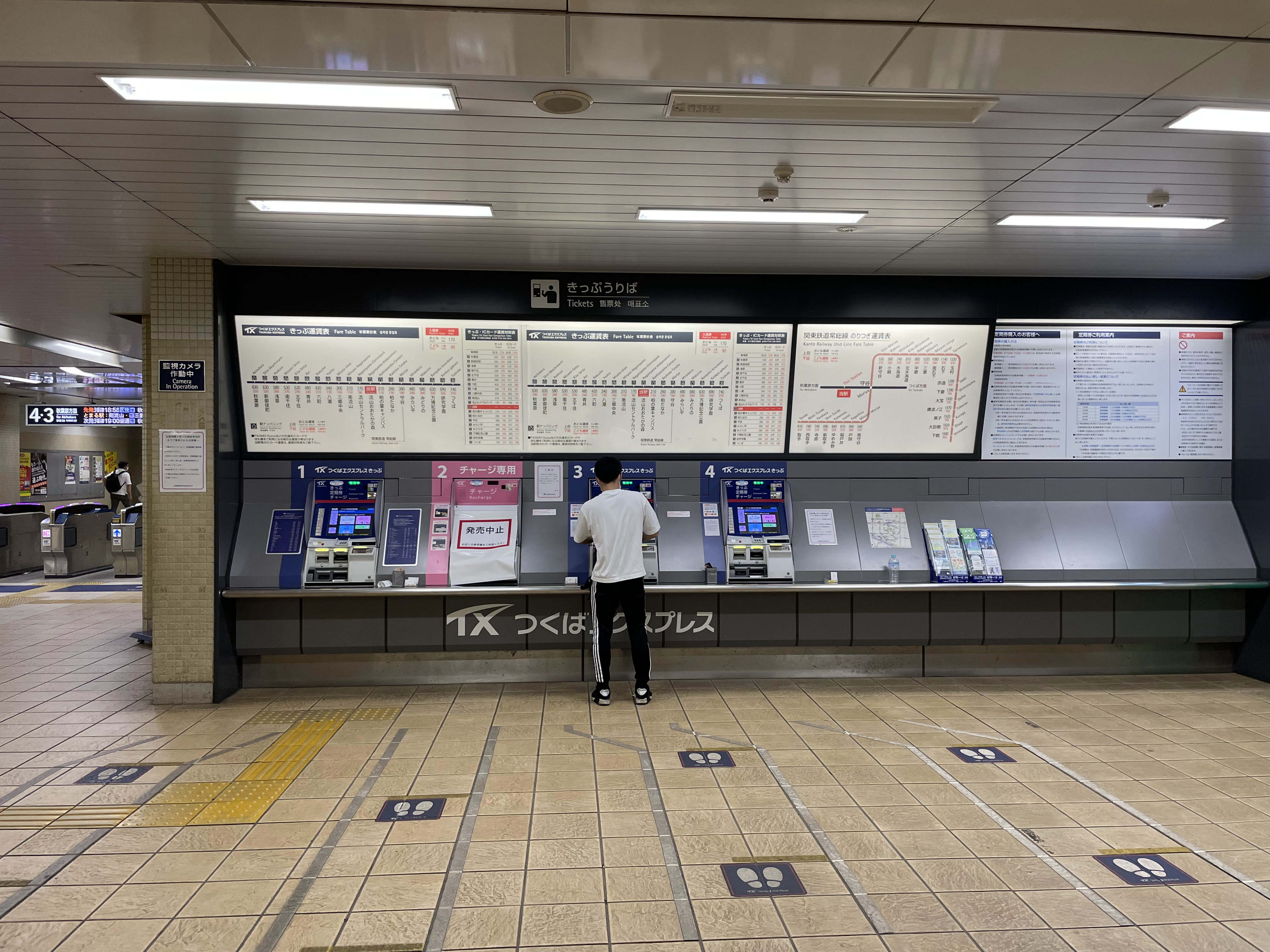
券売機（2022年7月）
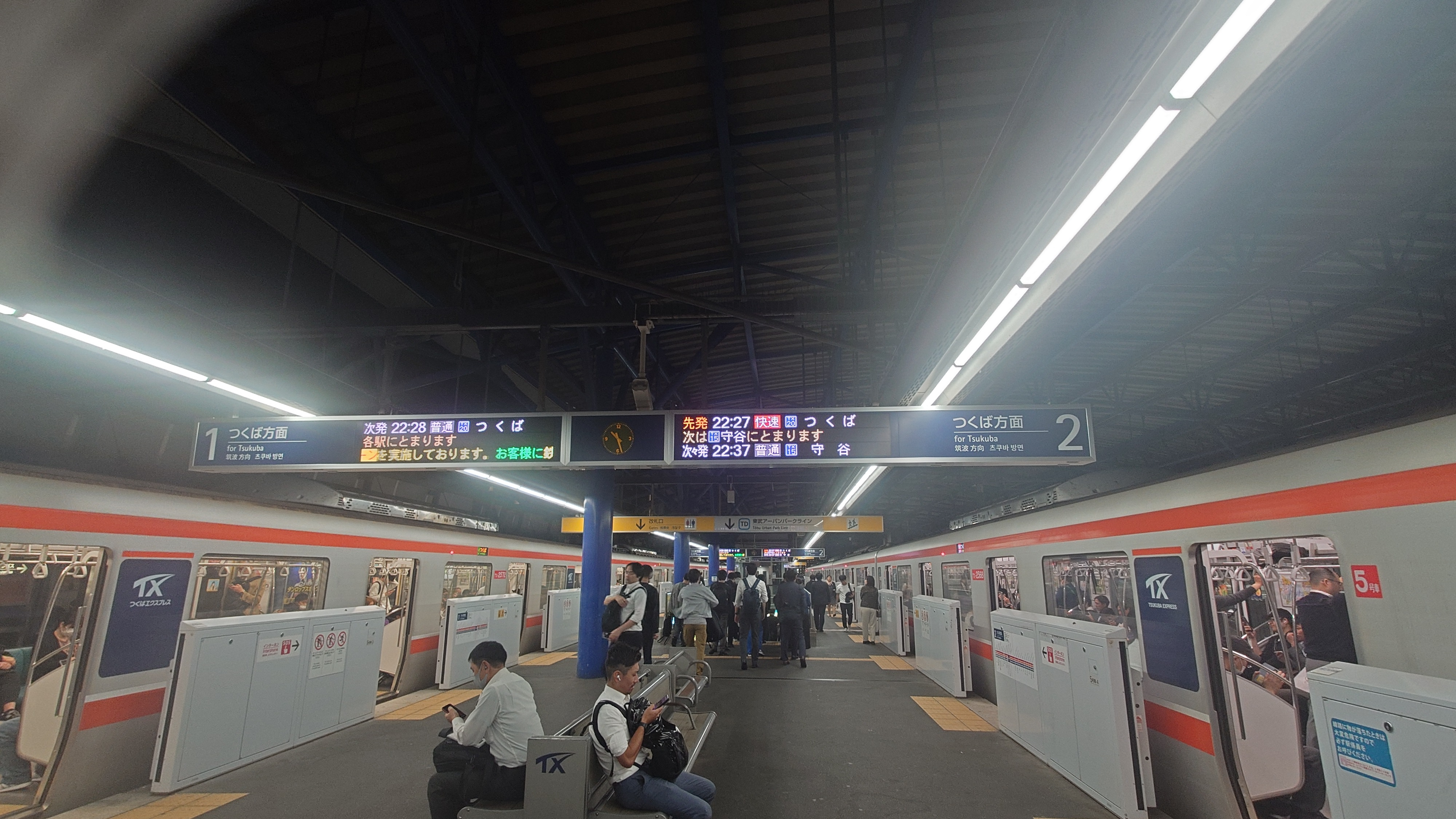
1・2番線ホーム（2024年10月）
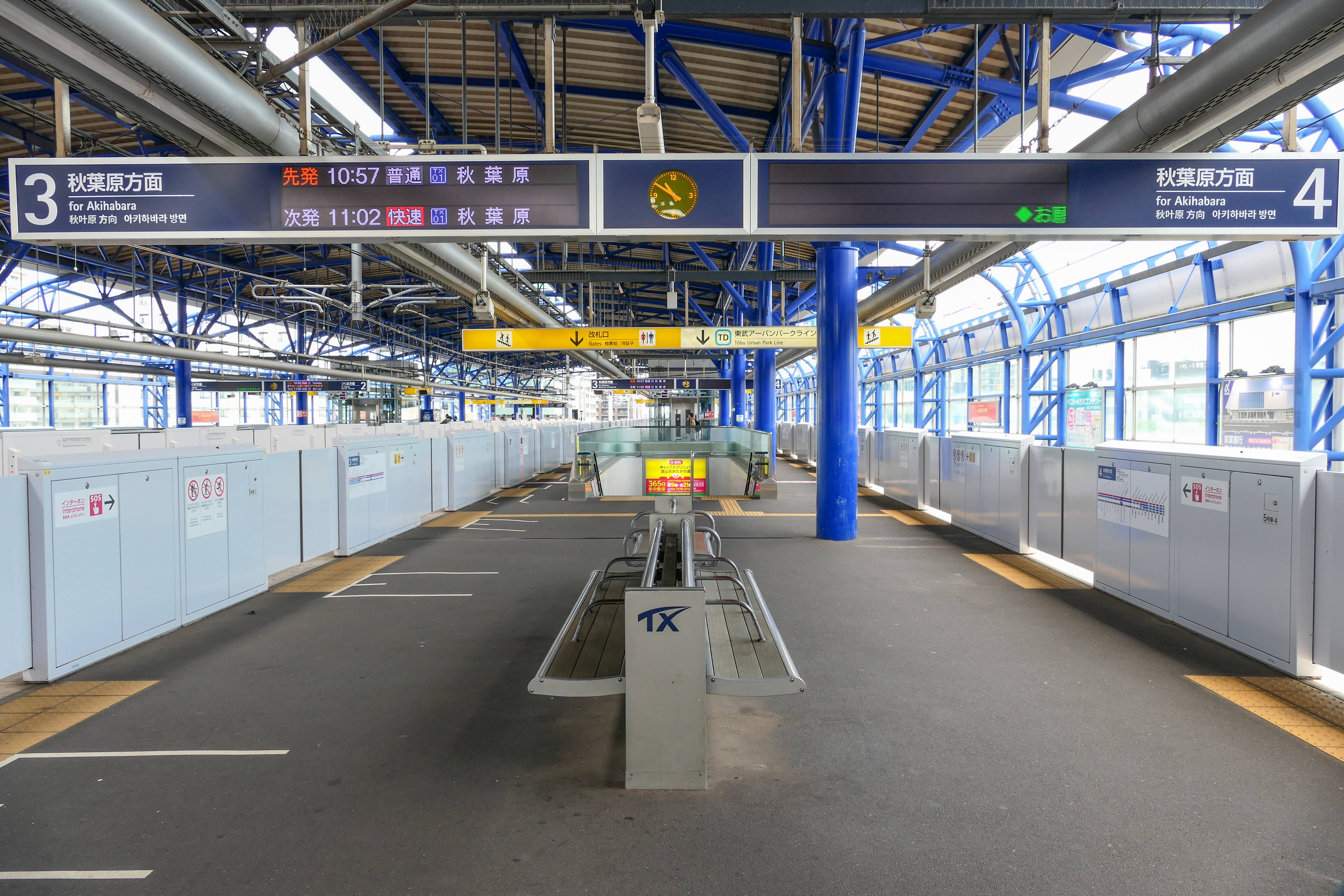
3・4番線ホーム（2023年7月）

### 東武鉄道
相対式ホーム2面2線を有する地上駅で、橋上駅舎を有する。駅業務は当初同社の直営だったが、後に東武ステーションサービスに委託された。
野田線（東武アーバンパークライン）内では最も新しく、東武鉄道全体では、2020年（令和2年）10月31日に開業した東上線みなみ寄居駅と2017年（平成29年）7月22日に開業した鬼怒川線東武ワールドスクウェア駅に次いで3番目に新しい。
当駅新設後、野田線沿線から都心方面への到達時間が短縮されたことなどから野田線にも大幅な利便性向上がもたらされ、マンション建設や住宅販売等も含めた沿線活性化が見られる。当初、東武鉄道側には当駅開設予定が無く、流山市及び都市再生機構による建設費（約27億円）の全額負担をもってようやく建設された。前例となった同線新鎌ヶ谷駅同様、鉄道利用者の乗り換え利便性向上のための費用を乗換駅所在地の自治体及び開発主体が拠出する形となった。
発車メロディは、かつて春日部駅や新鎌ヶ谷駅で使用していた曲と同じ。なお東武野田線では2020年（令和2年）3月14日ダイヤ改正までに、当駅を含む一部駅を除いて上下線ともに発車メロディを更新したが、当駅は変更されていない。
改札内コンコースとホームに発車標が設置されている。

#### のりば
| 番線 | 路線                     | 方向 | 行先     |
| ---- | ------------------------ | ---- | -------- |
| 1    | 東武アーバンパークライン | 上り | 大宮方面 |
| 2    | 東武アーバンパークライン | 下り | 柏方面   |

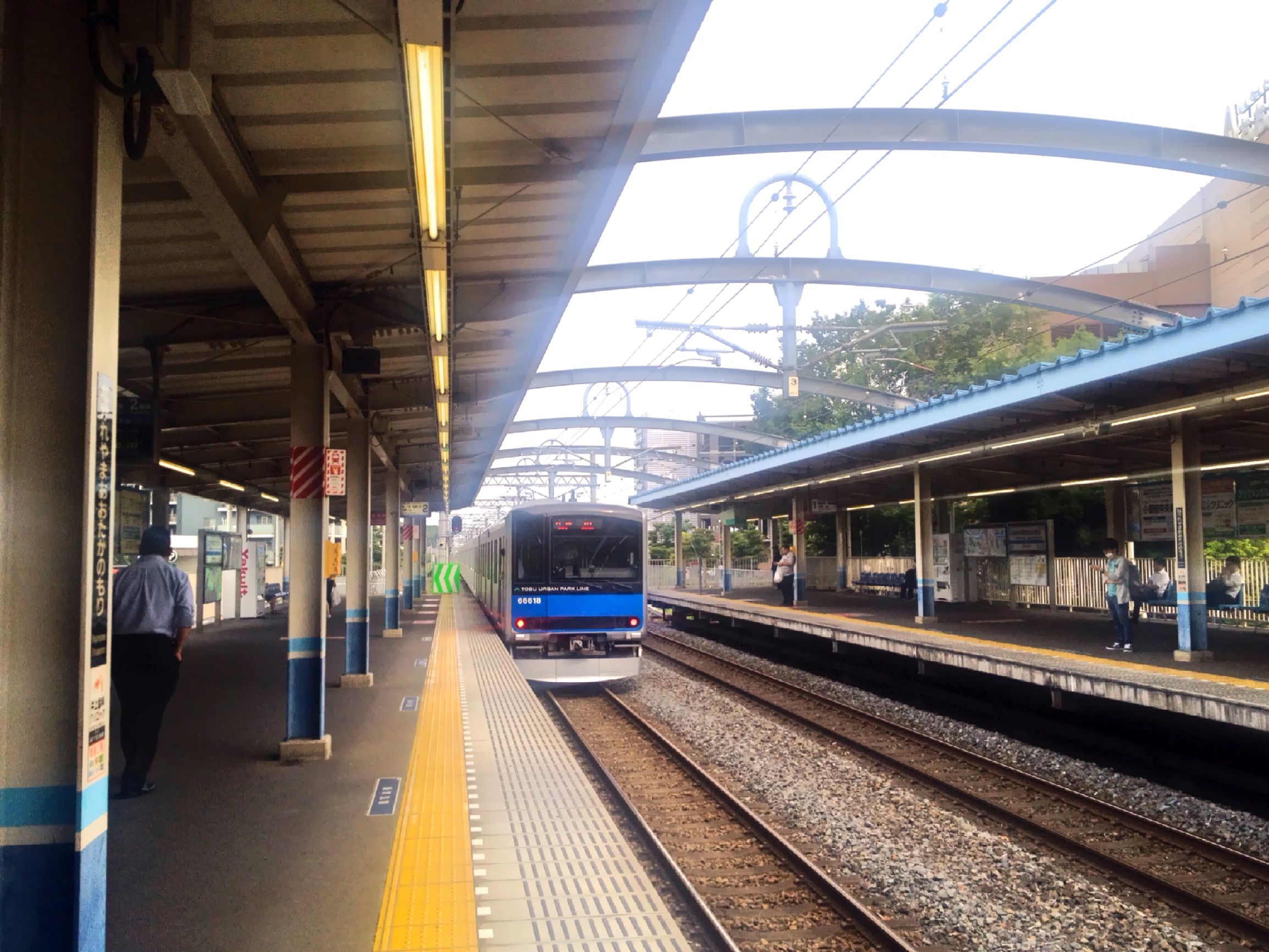
1番線ホーム（2018年6月）
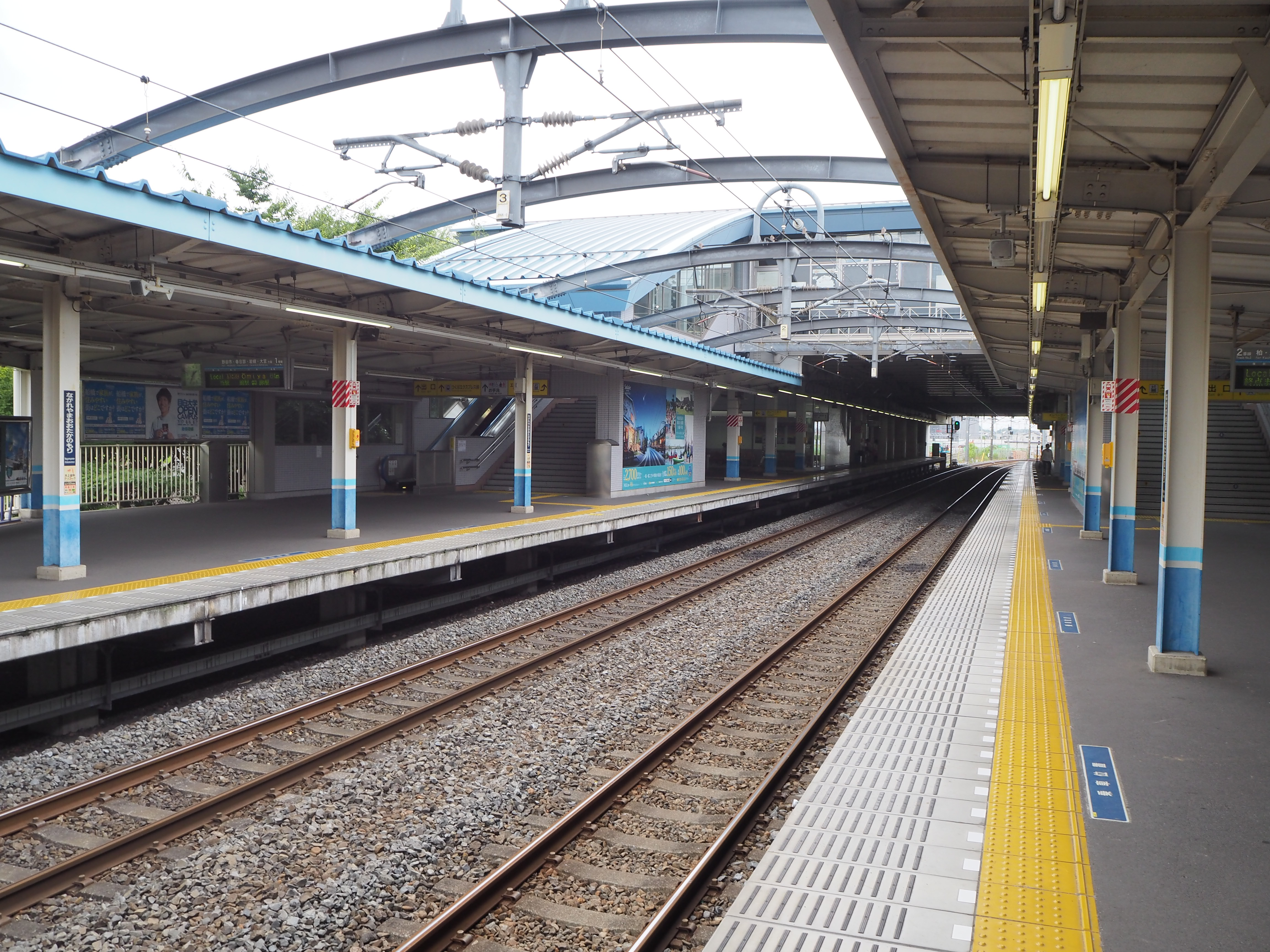
2番線ホーム（2016年7月）

## 利用状況
- 首都圏新都市鉄道 - 2024年度の1日平均乗車人員は42,714人である[TX 1]。
  - つくばエクスプレスの駅では秋葉原駅、北千住駅に次ぐ第3位。2015年度は南流山駅に追い抜かれたが、再度3位に戻った。
- 東武鉄道 - 2024年度（令和6年度）の1日平均乗降人員は65,625人である[東武 1]。
  - 野田線の駅では柏駅、大宮駅、船橋駅、春日部駅に次ぐ第5位。

### 年度別1日平均乗降人員
近年の1日平均乗降人員の推移は以下の通り（首都圏新都市鉄道は除く）。
| 年度               | 東武鉄道         | 東武鉄道   |
| 年度               | 1日平均 乗降人員 | 増加率     |
| ------------------ | ---------------- | ---------- |
| 2005年（平成17年） | 22,664           | [ 備考 1 ] |
| 2006年（平成18年） | 30,912           | 36.4%      |
| 2007年（平成19年） | 40,885           | 32.3%      |
| 2008年（平成20年） | 44,954           | 10.0%      |
| 2009年（平成21年） | 46,233           | 2.8%       |
| 2010年（平成22年） | 46,998           | 1.7%       |
| 2011年（平成23年） | 47,723           | 1.5%       |
| 2012年（平成24年） | 49,631           | 4.0%       |
| 2013年（平成25年） | 51,311           | 3.4%       |
| 2014年（平成26年） | 52,406           | 2.1%       |
| 2015年（平成27年） | 53,422           | 1.9%       |
| 2016年（平成28年） | 55,433           | 3.6%       |
| 2017年（平成29年） | 56,910           | 2.7%       |
| 2018年（平成30年） | 58,635           | 3.0%       |
| 2019年（令和元年） | 59,514           | 1.5%       |
| 2020年（令和02年） | 45,043           | −24.3%     |
| 2021年（令和03年） | 50,453           | 12.0%      |
| 2022年（令和04年） | 58,476           | 15.9%      |
| 2023年（令和05年） | 62,862           | 7.5%       |
| 2024年（令和06年） | 65,625           | 4.4%       |

### 年度別1日平均乗車人員
近年のの1日平均乗車人員の推移は以下の通り。
| 年度               | 首都圏 新都市鉄道 | 東武鉄道 | 出典                     |
| ------------------ | ----------------- | -------- | ------------------------ |
| 2005年（平成17年） | 14,602            | 11,359   | [ 県統計 1 ]             |
| 2006年（平成18年） | 19,804            | 15,809   | [ 県統計 2 ]             |
| 2007年（平成19年） | 24,623            | 21,083   | [ 県統計 3 ]             |
| 2008年（平成20年） | 26,912            | 22,994   | [ 県統計 4 ]             |
| 2009年（平成21年） | 27,753            | 23,553   | [ 県統計 5 ]             |
| 2010年（平成22年） | 28,609            | 23,915   | [ 県統計 6 ]             |
| 2011年（平成23年） | 29,056            | 23,997   | [ 県統計 7 ]             |
| 2012年（平成24年） | 30,448            | 24,994   | [ 県統計 8 ]             |
| 2013年（平成25年） | 31,851            | 25,837   | [ 県統計 9 ]             |
| 2014年（平成26年） | 32,114            | 26,739   | [ 県統計 10 ]            |
| 2015年（平成27年） | 33,135            | 26,855   | [ 県統計 11 ]            |
| 2016年（平成28年） | 34,702            | 27,619   | [ 県統計 12 ]            |
| 2017年（平成29年） | 36,491            | 28,377   | [ 県統計 13 ]            |
| 2018年（平成30年） | 38,194            | 29,215   | [ 県統計 14 ]            |
| 2019年（令和元年） | 39,714            | 29,672   | [ 県統計 15 ]            |
| 2020年（令和02年） | 29,222            | 22,461   | [ 県統計 16 ]            |
| 2018年（平成30年） | 38,194            | 29,215   | [ 県統計 17 ]            |
| 2019年（令和元年） | 39,714            | 29,672   | [ 県統計 18 ]            |
| 2020年（令和02年） | 29,222            | 22,461   | [ 県統計 19 ]            |
| 2021年（令和03年） | 32,529            | 25,162   | [ 県統計 20 ] [ 東武 2 ] |
| 2022年（令和04年） | 37,690            | 29,180   | [ 東武 3 ]               |
| 2023年（令和05年） | 41,074            | 31,357   | [ 東武 4 ] [ TX 1 ]      |
| 2024年（令和06年） | 42,714            | 32,746   | [ 東武 1 ] [ TX 1 ]      |

備考
1. 1 2 3  2005年8月24日開業。

## 駅周辺

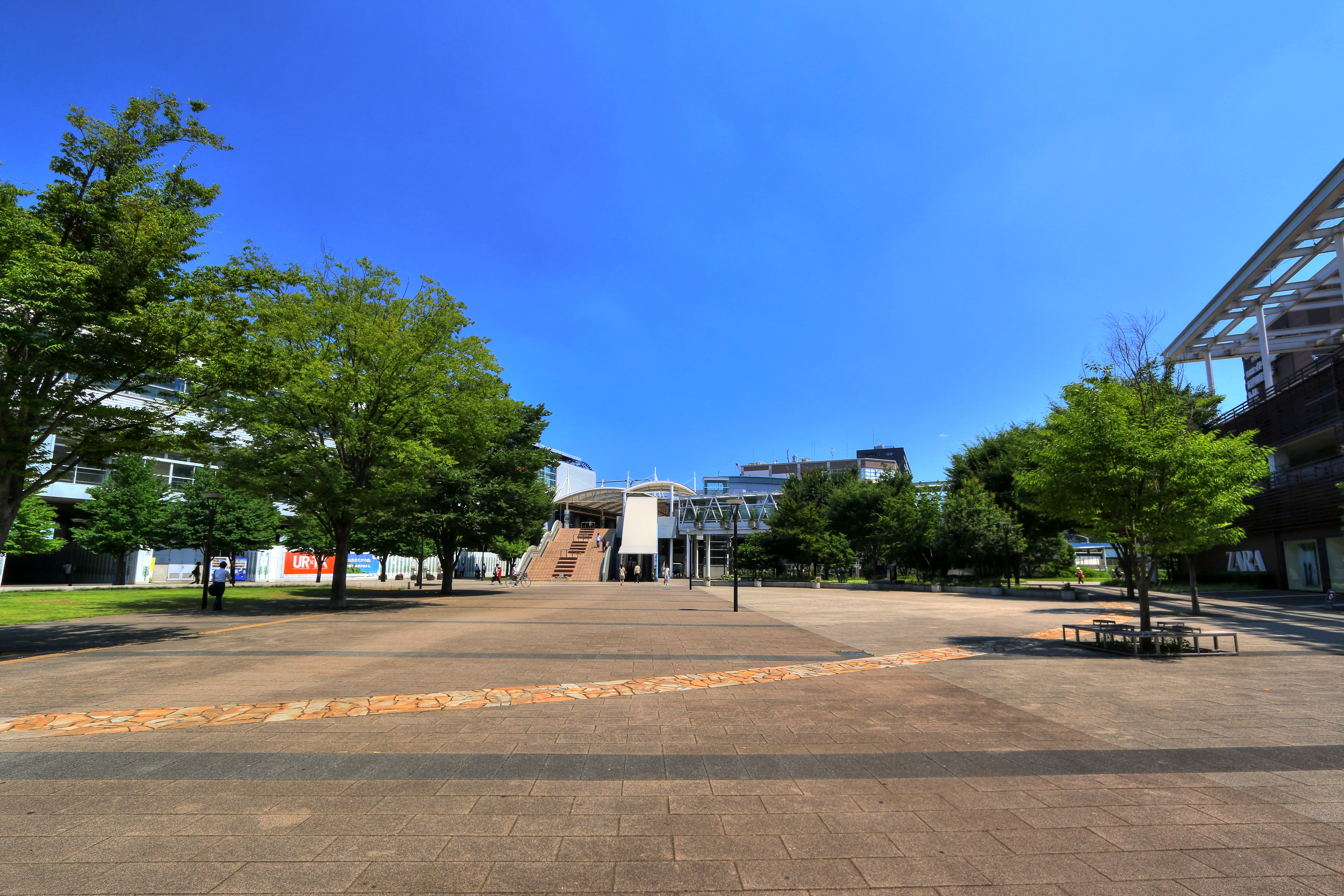
南口駅前広場（右は流山おおたかの森S・C）

駅に隣接している流山おおたかの森S・Cは高島屋のグループ会社である東神開発が手がける大型ショッピングセンターである。元々駅周辺は田畑が広がるエリアであったが、つくばエクスプレス開通以降、商業施設やファミリー世帯向けの住宅地が整備され、流山駅（流鉄流山線）に替わる新たな市の拠点地域へと発展している。その住環境のよさから、「千葉の二子玉川（世田谷区）」と称されることもある。
おおたかの森とは、当駅から見て西方にある、訳50ヘクタール（ha）の森林「市野谷の森」のことであり、絶滅危惧種にかつて指定されていたオオタカが生息することから、駅名の一部に採用された。しかし、バブル景気期前後のスプロール的開発や、宅地・鉄道一体化法に基づくつくばエクスプレス沿線の開発（つくばエクスプレスタウン流山新市街地地区）により、「県立市野谷の森」としての面積は2022年現在24.1ヘクタール（ha）強にまで減少している。その影響のためか、プラットホームや線路内にオオタカが迷い込んで来ることもある。それでも、宅地化が進んだ流山市にあって貴重な森林であることに変わりはなく、地元住民や自然保護団体は、市野谷の森を通る区間は地下方式で建設することを求めていた。結果として鉄道は高架となったものの、関係者が「保全計画」を策定、一帯を日本初の都市保全林「県立市野谷の森公園」として整備して駅周辺の里山をある程度残していくこととなった。そのため周辺地域は、当駅開業以前より森林や小規模の新興住宅地などが点在している。
西側を都市軸道路、千葉県道5号松戸野田線（流山街道）、東側を千葉県道278号柏流山線、千葉県道279号豊四季停車場高田原線が走る。東側には柏市（豊四季駅方面）との市境がある。東京都の都心方面へのアクセスの良さから、つくばエクスプレス沿線の中核地域として、当駅を中心とした新拠点地区につくばエクスプレスタウンの流山新市街地の開発が進んでいる。駅前には商業施設が集約し、周縁にはマンションや戸建住宅が並ぶ。開発面積285.8ヘクタール（ha）、計画人口28600人としている。

### 南側（南口・こかげテラス口・西口）

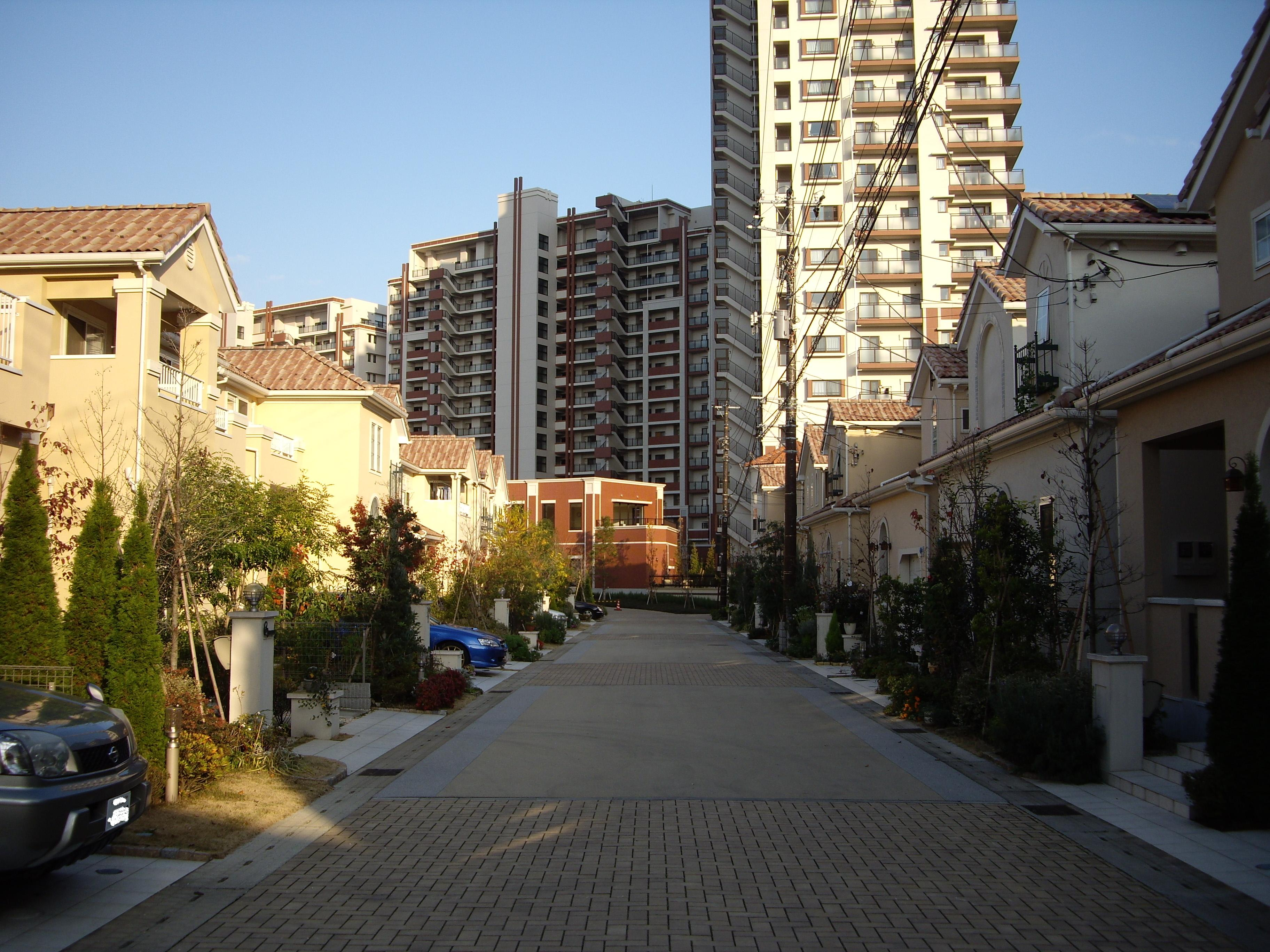
流山新市街地・フォレストカーサ（2008年12月）

2007年（平成19年）3月12日、駅南口に「流山おおたかの森 S・C」が開業した。2011年（平成23年）4月18日には西口暫定広場が使用開始、これに伴って東武バスの部路線の経路が同年4月25日より東口発着から西口発着へ変更された。
2018年（平成30年）11月1日には高架下に商業施設「こかげテラス」が開業、そこへ直結する改札口も新設されている。また、北西側では2022年4月27日に日帰り温泉施設「竜泉寺の湯 スパメッツァ おおたか」が開業した。
南口（おおたかの森南・西初石六丁目・市野谷方面）・こかげテラス口
- 流山警察署 流山おおたかの森駅前交番
- 柏市消防団 第2方面第7分団
- おおたかの森病院
- 流山おおたかの森郵便局
- 流山おおたかの森 S・C
  - イトーヨーカドー食品館
  - 紀ノ国屋
  - タカシマヤ フードメゾン
  - ココカラファイン
  - 流山ロフト
  - 無印良品
  - フライングタイガーコペンハーゲン
  - ユニクロ
  - ユザワヤ
  - 紀伊國屋書店Forest
  - スーパースポーツゼビオ
  - ノジマ
  - セントラルウェルネスクラブ
  - TOHOシネマズ
  - スターバックス
  - カフェレクセル
  - スープストックトーキョー
  - 流山おおたかの森郵便局
- LEVENおおたかの森
  - ヤオコー
  - マツモトキヨシ
  - ダイソー
  - ブロンコビリー
  - おおたかの森レブン歯科
- ベルクス 新豊四季店
- 流山おおたかの森駅南口公園

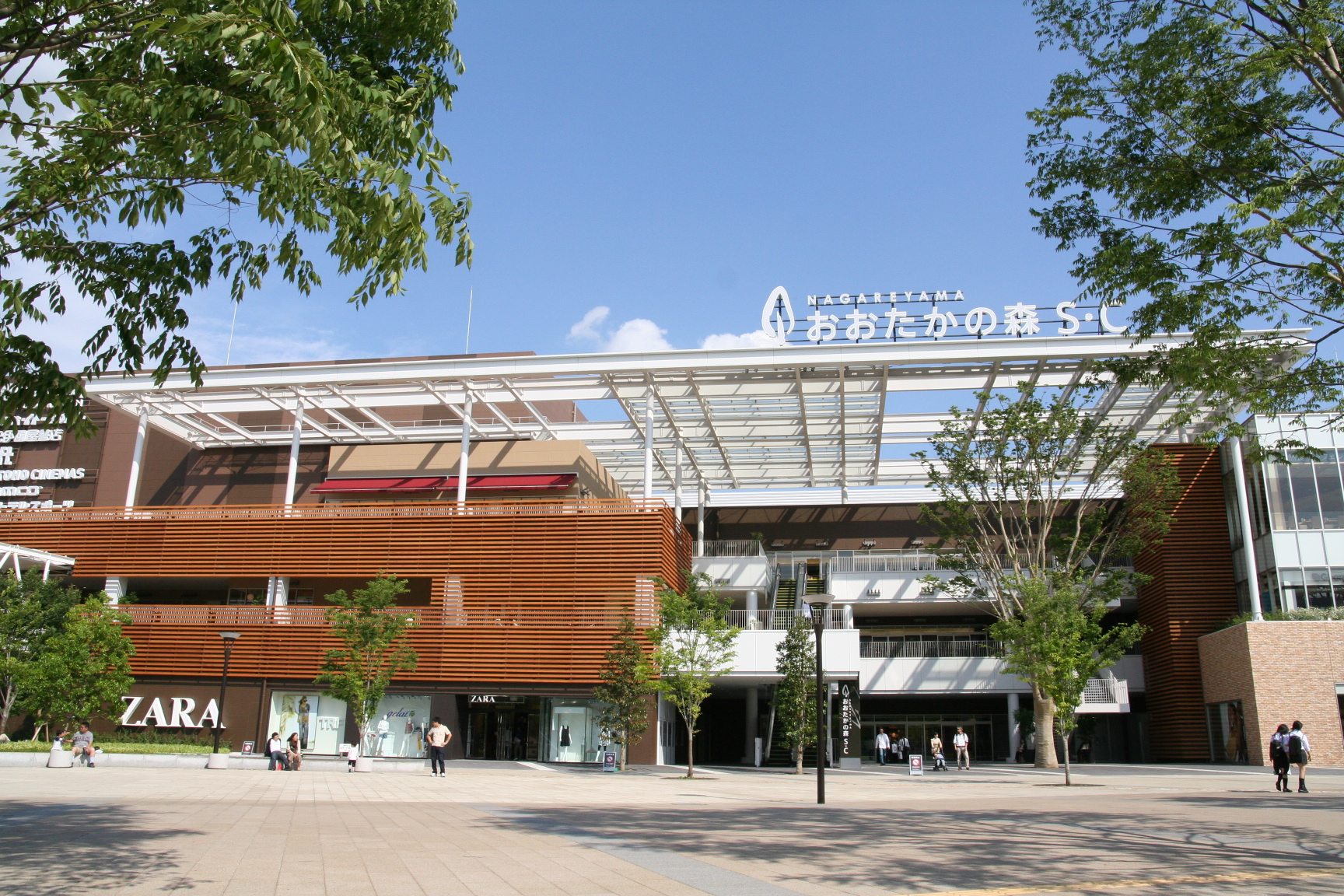
流山おおたかの森 S・C

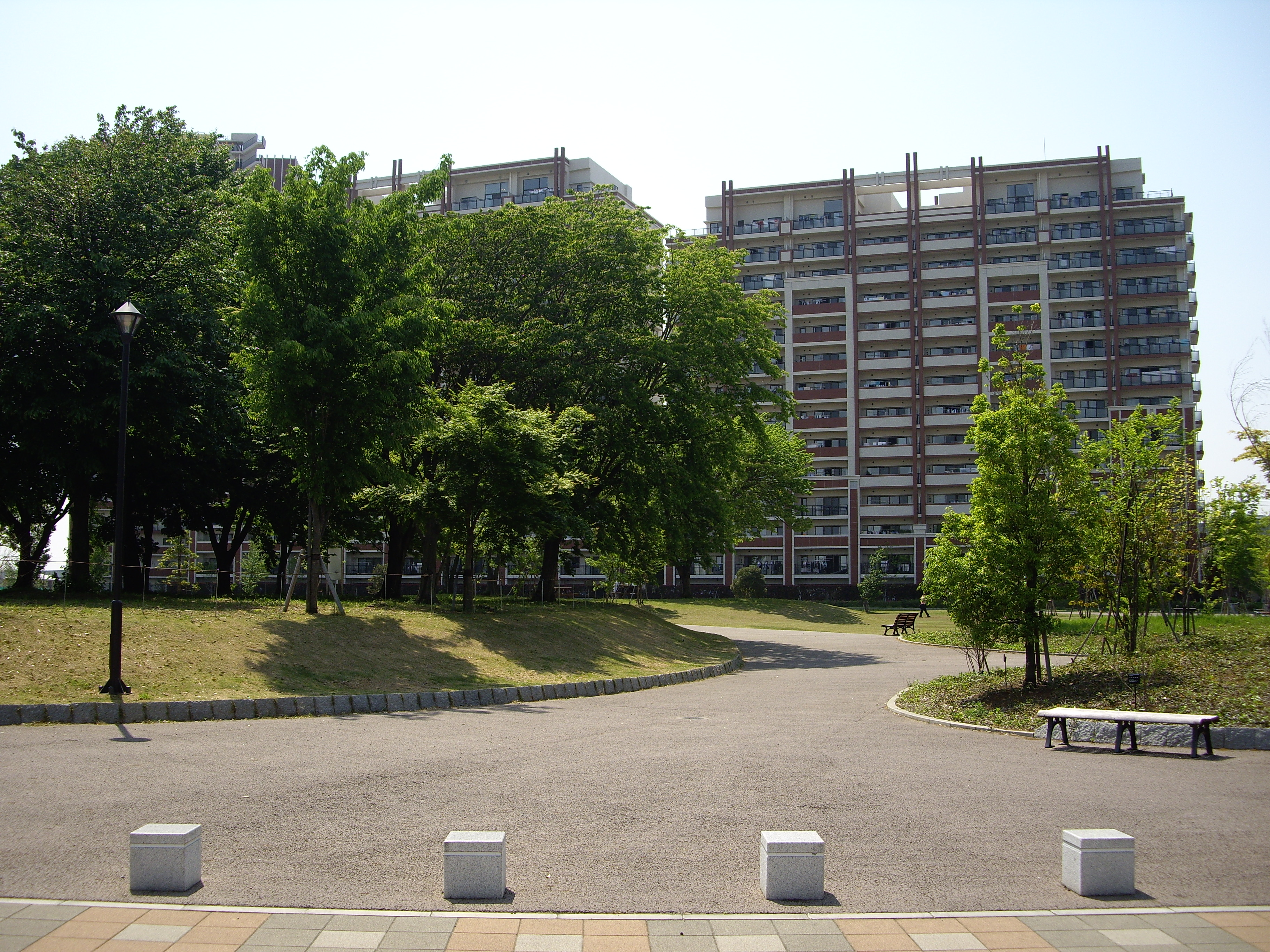
流山おおたかの森駅南口公園

西口（おおたかの森西・西初石五丁目・市野谷方面）

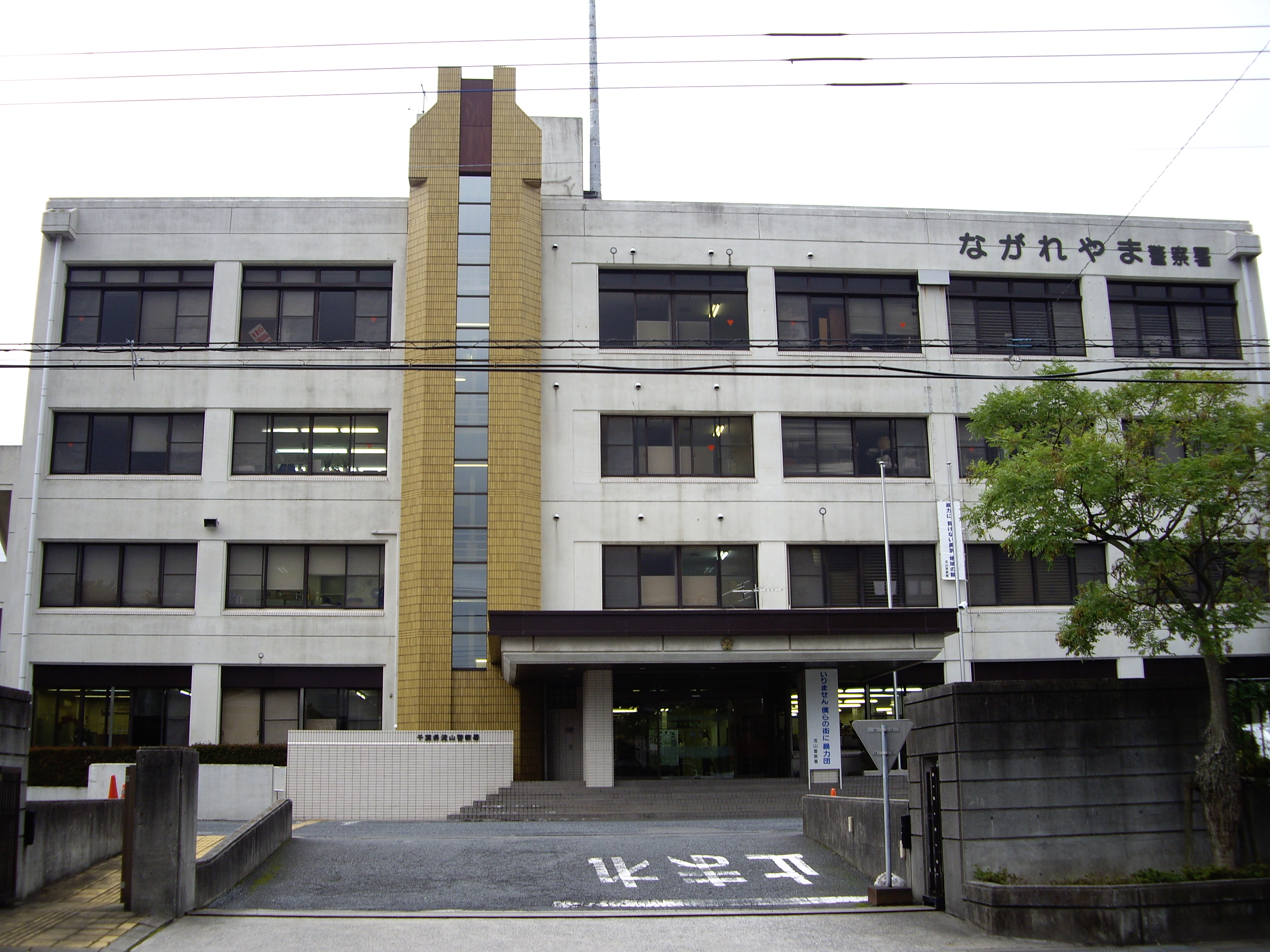
千葉県流山警察署

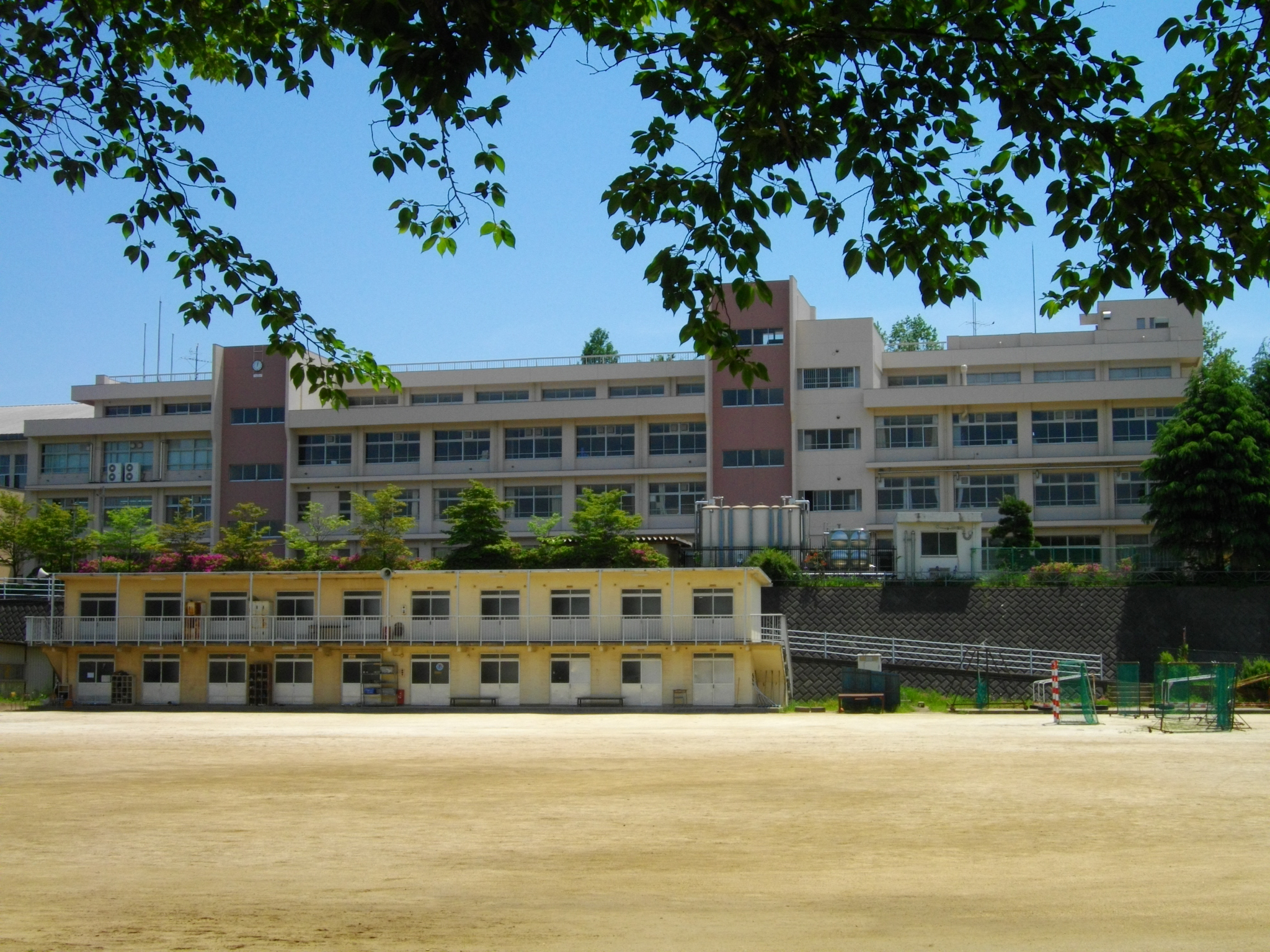
千葉県立流山おおたかの森高等学校

- COTOE流山おおたかの森
  - ロピア おおたかの森コトエ店
  - 西松屋
  - マツモトキヨシ
  - サイクルベースあさひ
  - コジマ×ビックカメラ
  - セカンドストリート
  - キャンドゥ
  - 牛角
  - 大戸屋
- 流山おおたかの森S・Cアネックス2
  - 角上魚類 流山店
  - ニトリ
  - セリア
- 千葉県流山警察署
- 流山市水道局
- 流山市おおたかの森センター
  - 流山市立おおたかの森こども図書館
- 平日夜間・休日診療所（保健センター併設）
- 千葉県立流山おおたかの森高等学校
- 流山市立おおたかの森中学校
- 流山市立おおたかの森小学校
- 流山自動車学校
- 流山郵便局
  - ゆうちょ銀行 流山店
- 千葉銀行流山おおたかの森支店
- 京葉銀行流山おおたかの森支店
- 竜泉寺の湯 スパメッツァ おおたか
- ベルク 流山おおたかの森店
- オートバックス おおたかの森店
- ウエルシア薬局 流山おおたかの森店
- セキチュー 流山おおたかの森店
- 流山グリーンテニスクラブ
- 市野谷の森公園
- 東横INN流山おおたかの森駅前

### 北側（東口・北口）

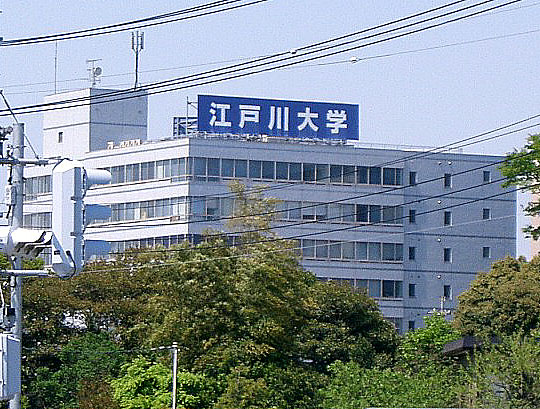
江戸川大学

2007年（平成19年）7月1日、駅東口に複合施設「ライフガーデン流山おおたかの森」が、同年11月20日、高架下に「TXグランドアベニューおおたかの森」がそれぞれ開業した。この2つはペデストリアンデッキで連絡している。
東口（おおたかの森東・東初石六丁目・十太夫方面）
- 流山市消防団 第5方面隊第19分団
- 江戸川大学
- 流山市立小山小学校
- えどがわ森の保育園
- ライフガーデン流山おおたかの森
  - 千葉興業銀行 流山おおたかの森支店
  - りそな銀行 りそなパーソナルステーション流山おおたかの森
  - 常陽銀行 Jプラザ 流山おおたかの森
  - ダンロップスポーツクラブ 流山おおたかの森店
- マルエツ 流山おおたかの森店
- ベイシア 流山駒木店
- セキ薬品 駒木店
- 三英本社

北口（おおたかの森北・東初石五丁目方面）
- 流山市消防団 第5方面隊第21分団
- スターツおおたかの森ホール
  - 流山市おおたかの森市民窓口センター
- 泉リハビリテーション病院
- 生活クラブ事業連合生活協同組合連合会 デポーおおたかの森
- カスミ フードスクエア流山おおたかの森店
- マツモトキヨシ 流山おおたかの森店
- ホテル ルミエール グランデ 流山おおたかの森

## バス路線

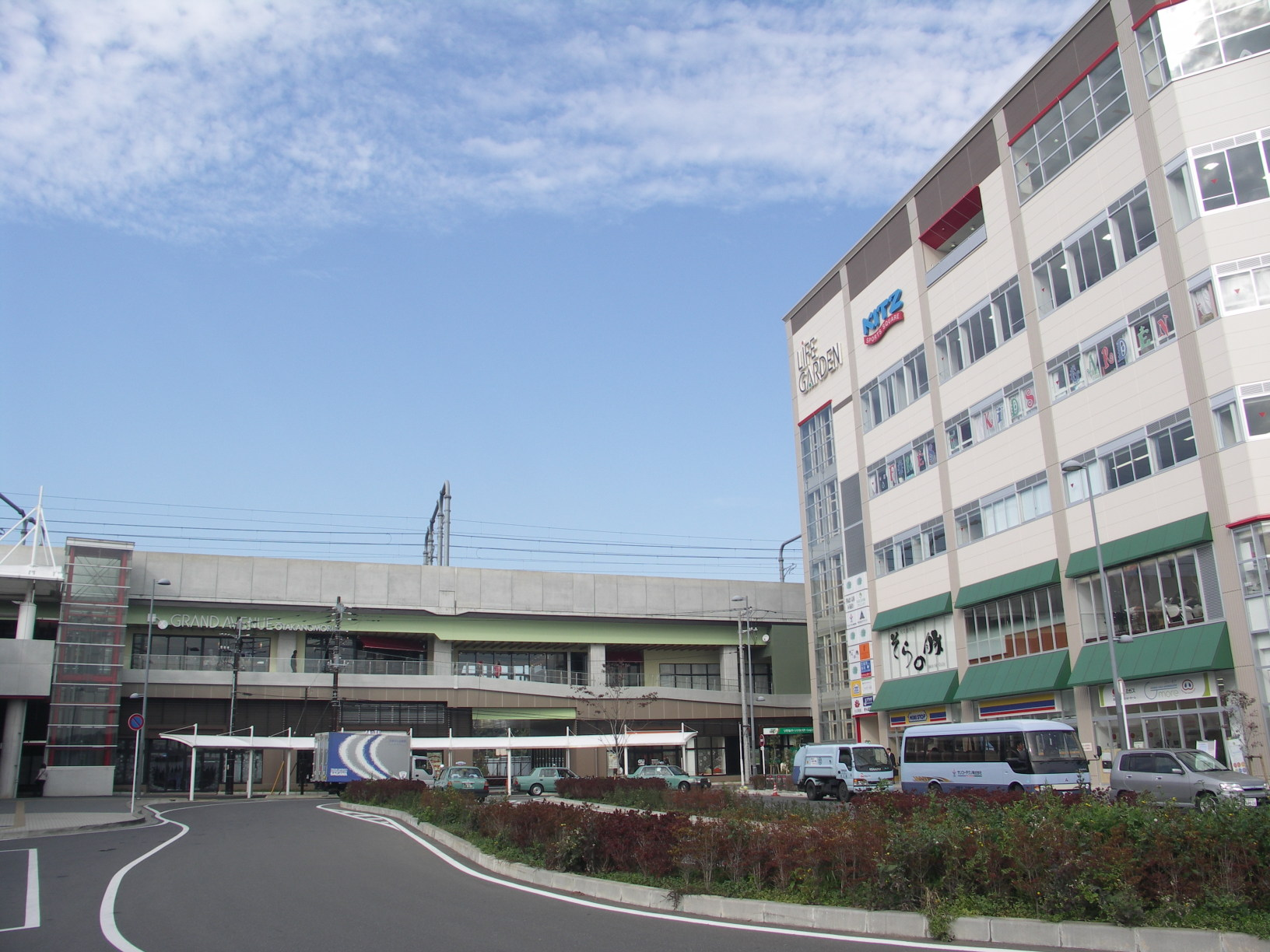
東口駅前ロータリー（TXグランドアベニューおおたかの森・ライフガーデン流山おおたかの森）

東口・西口共に東武バスセントラル、京成バスの流山市街地・江戸川台駅方面行きと、流山ぐりーんバス（運行は東武バスセントラル・京成バスが路線ごとに担当）の流山おおたかの森高校・県民プラザ・南柏駅西口方面行きが発着する。

### 東口
| 乗り場 | 系統                                | 行先                                       | 運行事業者    |
| ------ | ----------------------------------- | ------------------------------------------ | ------------- |
| 1      | 西柏06                              | 江戸川台駅東口                             | ■東武（西柏） |
| 1      | 西柏13                              | 高田車庫                                   | ■東武（西柏） |
| 1      | 流山ぐりーんバス 美田・駒木台ルート | 【美田・駒木台循環】流山おおたかの森駅東口 | ■東武（西柏） |
| 2      | 直行                                | 江戸川大学 江戸川学園おおたかの森専門学校  | ■東武（西柏） |

### 西口
西口駅前広場は、2017年（平成29年）8月8日午前11時より、新設した駅前広場へ移設した。さらに2018年（平成30年）12月21日午前11時からは駅前広場完成に伴い、一部乗り場が変更された。
| 乗り場 | 系統                                  | 行先                                                          | 運行事業者                  |
| ------ | ------------------------------------- | ------------------------------------------------------------- | --------------------------- |
| 1      | 流山ぐりーんバス 西初石ルート         | 【西初石循環】流山おおたかの森駅西口                          | ■東武（西柏）               |
| 2      | 西柏07                                | クリーンセンター                                              | ■東武（吉川）               |
| 2      | 南流02                                | 南流山駅                                                      | ■東武（吉川）               |
| 3      | 流03                                  | 【流山一丁目循環】流山おおたかの森駅西口 流山市役所正面玄関前 | ■京成（松戸）               |
| 4      | 西柏12                                | 江戸川台駅西口                                                | ■東武（西柏）               |
| 5      | 流山ぐりーんバス 松ヶ丘・野々下ルート | 南柏駅西口 豊四季第一公園                                     | ■京成（松戸） ■東武（西柏） |
| 6      | 柏-羽田空港線                         | 羽田空港                                                      | ■東武（西柏） ■京急（羽田） |
| 6      | 松戸・柏-成田空港線                   | 成田空港                                                      | ■成田空港交通               |
| 6      | ミルキーウェイエクスプレス            | 名古屋駅前（ミッドランドスクエア前）                          | さくら観光バス              |
| 6      | ミルキーウェイエクスプレス            | 梅田プラザモータープール                                      | さくら観光バス              |

有楽町駅・上野駅発我孫子駅行の深夜急行バス「ミッドナイトアロー柏・我孫子号」（東武バス）は流山おおたかの森駅入口で降車扱いを行う（乗車は不可）。なお、現在は新型コロナウイルスの影響により運休中。
松戸・柏-成田空港線は新型コロナウイルスの影響で運休中

## 当駅が登場する主な作品

### ドラマ
- BOSS - 「CASE10」の一部シーンを撮影[31]。
- ペンディングトレイン-8時23分、明日 君と - 当駅を8時23分に発車した列車の5号車と6号車が未来の荒廃した世界にワープしてしまう。

### CM
- ダイハツ・タント - 「雨の日のお迎え篇」と「子供服篇」を南口駅前広場で撮影（2008 - 2009年放送）[32][33][34]。

### アニメ
- GA 芸術科アートデザインクラス：第9・10話で南口駅前広場が登場人物の利用する駅前として登場。

## 付記
- 駅の立地状況および開業時から乗換客での利用が多いため、駅を東西に貫く自由通路ではジャズやロックのミュージシャン、それに地元高校などの吹奏楽部による駅コンサートが週末などを中心に時々開かれていた。しかし、TXグランドアベニューの開業を目前に控えた2007年（平成19年）10月16日開催の第17回が最終回となり、以後はTXグランドアベニュー内で実施されている。

## 隣の駅
首都圏新都市鉄道
つくばエクスプレス
■快速
南流山駅 (TX10) - 流山おおたかの森駅 (TX12) - 守谷駅 (TX15)
■通勤快速（平日下りのみ運転）・■区間快速
南流山駅 (TX10) - 流山おおたかの森駅 (TX12) - 柏の葉キャンパス駅 (TX13)
■普通
流山セントラルパーク駅 (TX11) - 流山おおたかの森駅 (TX12) - 柏の葉キャンパス駅 (TX13)
東武鉄道
 東武アーバンパークライン
■急行
運河駅 (TD 19) - 流山おおたかの森駅 (TD 22) - 柏駅 (TD 24)
■区間急行・■普通
初石駅 (TD 21) - 流山おおたかの森駅 (TD 22) - 豊四季駅 (TD 23)